# Paula Traver Navarro
Paula Traver Navarro (Burriana, 1980) es una doctora, profesora de Conservatorio Superior de Música y compositora española.

## Trayectoria
Paula Traver Navarro obtuvo la Licenciatura de Humanidades en la Universidad Jaime I de Castellón y en el Conservatorio Superior de Música Salvador Seguí estudió composición y música con Claudia Montero obteniendo los títulos superiores de Composición y de Piano y superó el Máster de Música en la Universidad Politécnica de Valencia. Se doctoró cum laude en la Universitat Politècnica de València con la tesis sobre el compositor José María Ruiz de Azagra.Continuó su formación con cursos de especialización, entre otros, con Leonardo Balada o José María Sánchez-Verdú. Interesada en la enseñanza y en formación realizó el Curso de Aptitud Pedagógica en la Universidad Jaume I.  
Paula Traver Navarro fue profesora en el Conservatorio Superior de Música Salvador Seguí de Castellón y en el Centre d’Estudis Musicals UMSC de Onda. También trabajó en la composición de bandas sonoras para documentales artísticos que ella misma realizó, como el patrocinado por la Diputación Provincial de Castellón El retablo de la concatedral de Castellón de Traver Calzada incluido en el libro editado en 2019.
En 2010, la Diputación Provincial de Castellón le dedicó un concierto monográfico de sus obras: 
- Hades Lacrimosae, un quinteto de viento con piano
- A la Luna, con soprano y piano
- Tombatossals para violonchelo y piano

En 2011 Paula Traver Navarro publicó un libro en el que apelaba a las fuentes del ruido en la composición, desde el punto de vista de la física, haciendo un recorrido a través de la historia, los tonos de ruido de máquinas de Russolo y aportando partituras complicadas de encontrar, desentraña un resumen de libros, fotografías y dibujos.
En 2012 su obra para banda Samarkanda dirigida por Lidón Valer se estrenó en el Palacio de la Música y Congresos de Valencia con motivo del centenario de la Unió Musical Alqueriense. Muchas de sus obras además son retransmitidas en programas como Sound Art 102.5 FM, Hildegard to Hildegard de Ariane Dealunois.

## Libros y Partituras
Libros:
- Traver Navarro, Paula (2011). El ruido como recurso expresivo en la composición musical. Piles, Editorial de Música. ISBN 978-84-96814-73-8.[9][10]
- Documental El retablo de la concatedral de Santa María de Castelló de Traver Calzada (incluido en el libro de A.J. Gascó Sidro Crónica del Altar Mayor de la Concatedral de Castelló de Traver Calzada. Diputació de Castelló, 2019).
- Traver Calzada. Pintura-Dibujo-Grabado. Ed. Fundación Bancaja, 1999, Valencia. ISBN: 84-89413-55-X
- Traver Calzada, pintures. 2003, Vila-Real. ISBN: 84-88331-84-3

Partituras para piano:
· Cicle de l’aigua. Ed. La Mà de Guido. 2007. ISMN: M-69208-286-6
· Divertimento. Ed. La Mà de Guido. 2009. ISMN: 979-0-69208-327-6

## Premios
- Premio Extraordinario de Final de Carrera en la Universidad Jaime I[1]